# Furacão Nate (2005)
Furacão Nate foi um furacão que percorreu o Oceano Atlântico entre 5 e 10 de setembro pela temporada de furacões no oceano Atlântico de 2005. O fenômeno foi a décima quarta tempestade a ser nomeada naquele ano e as previsões iniciais indicavam que poderia atingir as Bermudas, trazendo grandes prejuízos ao pequeno país, o que na verdade não aconteceu. Nate passou distante, ao sul das ilhas, enquanto alcançava sua força máxima na noite de 8 de setembro. Contudo, o sistema atingiu apenas o status de furacão de categoria 1, a mais fraca dentre as 5 possíveis na escala de Saffir-Simpson.
Depois de se mover para longe das Bermudas, a tempestade entrou em uma região com temperaturas mais baixas na superfície do mar e cisalhamento do vento desfavorável, fazendo-a se enfraquecer para uma tempestade tropical antes de se tornar extratropical em 10 de setembro. O remanescente extratropical foi absorvido mais tarde por um sistema maior.
O furacão não causou danos estruturais enquanto era tropical, embora tenha gerado correntes de retorno, em combinação com outras tempestades, que provocaram a morte de uma pessoa na costa de Nova Jérsei. Nate foi responsável por chuvas leves e fortes ventos na ilha de Bermuda. Os remanescentes dos furacões Nate e Maria contribuíram para fortes chuvas em partes da Escócia e depois na Noruega Ocidental, provocando um deslizamento de terra que matou uma pessoa. Navios da Marinha do Canadá em rota para o Costa do Golfo dos Estados Unidos, carregando suprimentos para ajudar no rescaldo do furacão Katrina, se atrasaram a fim de tentar evitar o mar agitado e as rajadas de vento provocadas por Nate e pelo furacão Ophelia.

## História meteorológica
Uma onda tropical surgiu na costa oeste da África em 30 de agosto de 2005 e seguiu uma rota em sentido oeste através do Oceano Atlântico, mantendo uma vigorosa área de convecção ao longo de seu eixo. Dois dias após, em 1º de setembro, a maior parte da convecção profunda havia sido "perdida" devido às forças de cisalhamento do vento que vinha do sudoeste. Apesar disso, a onda permaneceu bem definida e continuou seguindo seu caminho na direção oeste-noroeste sobre as águas do Atlântico. O sistema então se dividiu em duas partes: a porção norte passou entre as ilhas de Barlavento e o furacão Maria em 3 de setembro, enquanto que a porção sul mudou seu rumo para o interior do Mar do Caribe. No dia seguinte, a parte norte da onda começou a interagir com um sistema de baixa pressão de nível superior e um cavado alongado que estavam localizados entre as Bermudas e as ilhas de Barlavento; exatamente o mesmo cavado que contribuiu para o desenvolvimento do furacão Ophelia. Como resultado do pouco cisalhamento do vento, a convecção se remodelou e organizou-se ao longo do eixo da onda. Bandas convectivas se formaram em torno de uma ampla superfície de baixa pressão. Estima-se que o sistema se tornou desenvolvido o bastante para ser considerado uma depressão tropical às 18h00 UTC de 5 de setembro, no momento em que estava localizado a aproximadamente 560 quilômetros ao sul-sudoeste das Bermudas.

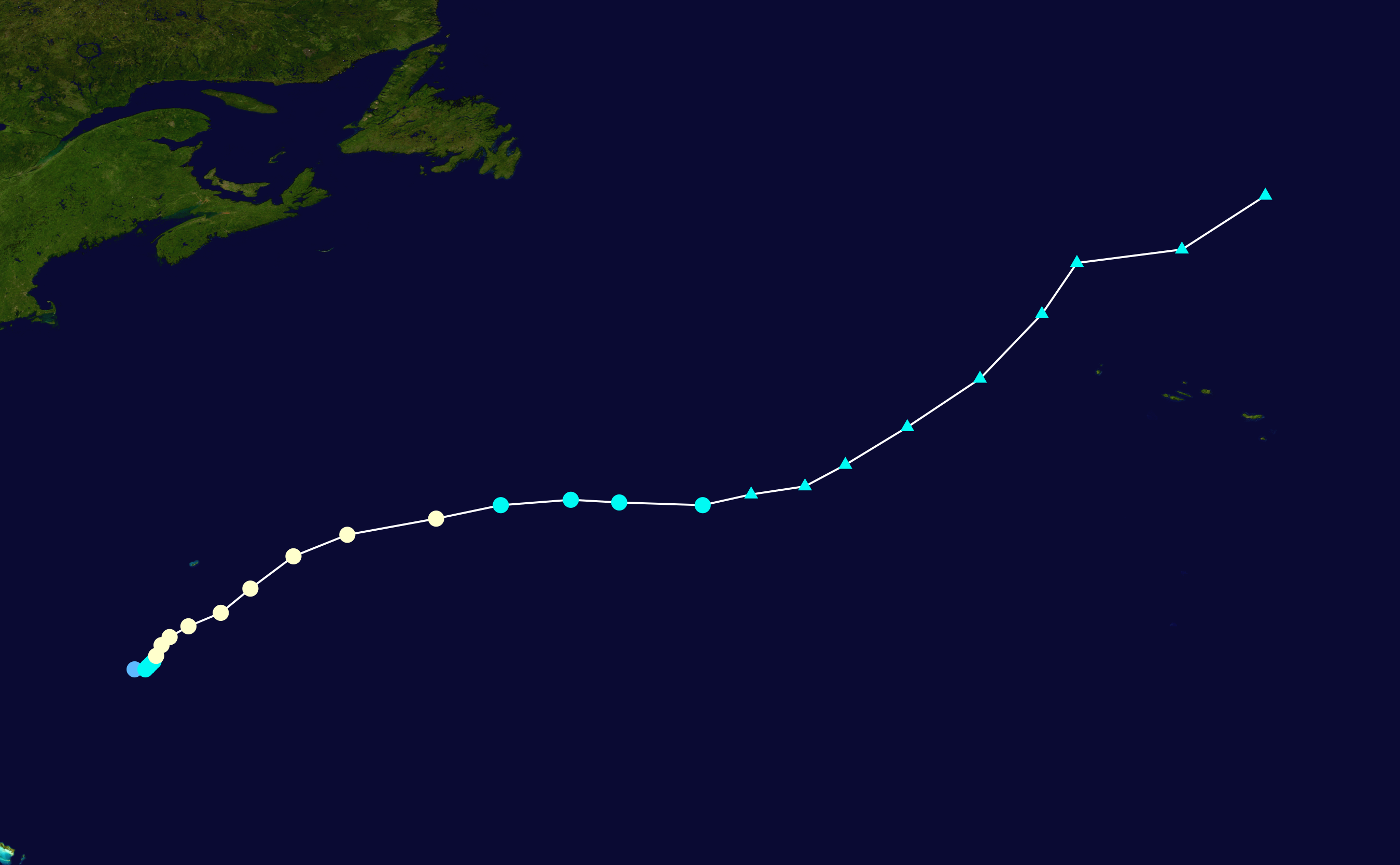
A trajetória de Nate. A formação se deslocou sobre o Atlântico em sentido oeste, em direção ao continente americano.

Após ser designado depressão tropical Quinze, o sistema desenvolveu uma convecção profunda em sua parte leste, próximo do olho da formação, ao mesmo tempo em que ficava cada vez mais organizado. Mais tarde, em 5 de setembro, o padrão global das nuvens melhorou, enquanto a atividade da tempestade se condensava e se aprofundava no interior da área de circulação cada vez mais bem definida. Apenas seis horas depois de ser designado como depressão tropical, o ciclone intensificou-se e atingiu o status de tempestade tropical, que recebeu o nome de Nate pelo Centro Nacional de Furacões (National Hurricane Center) dos Estados Unidos. Durante os dois dias seguintes, Nate se moveu lentamente para o nordeste em direção às Bermudas.
Nas primeiras horas de 6 de setembro, Nate tornou-se quase estacionário entre o furacão Maria e uma perturbação sobre as Bahamas. As imagens de satélite indicaram que o padrão de nuvens continuava a se organizar, com excelente fluxo de saída em torno da tempestade. Na noite daquele mesmo dia, o desenvolvimento de um olho bem delimitado tornou-se evidente. A tempestade tropical Nate ganhou mais força e tornou-se um furacão às 12h00 UTC de 7 de setembro, quando começou a afastar-se das Bermudas. Alguns modelos indicaram que o furacão Nate seria absorvido ou sofreria fusão com o furacão Maria, que era maior, mas a previsão do Centro Nacional de Furacões de que Nate iria "sobreviver" como um sistema separado foi a que se concretizou. A grande área de baixa pressão que ia para o nordeste das Bahamas gradualmente se abriu num amplo cavado quando uma calha de ondas curtas se aproximou vinda do noroeste. O cavado maior lentamente foi ficando alongado em seu eixo nordeste-sudoeste na noite de 7 de setembro. Ao mesmo tempo, o cavado da onda moveu-se para o sul ao longo do lado oeste de outro cavado. O crescente fluxo para sudoeste ao longo do lado sudeste do cavado alongado fez com que o furacão Nate acelerasse sua movimentação em sentido nordeste. Nate atingiu o seu pico de intensidade de 145 km/h na noite de 8 de setembro quando passou a 205 km a sudeste das Bermudas, enquanto seus ventos mais fortes permaneciam bem longe de qualquer região costeira do continente.
Durante o período do pico de intensidade, a tempestade manteve um padrão de convecção bem organizado e "impressionante". O sistema atingiu apenas o status de furacão de categoria 1, a mais fraca dentre as 5 possíveis na escala de Saffir-Simpson. Logo após o sistema atingir seu pico em força, o ar seco e o aumento no cisalhamento enfraqueceram Nate a ponto do furacão ser reclassificado como tempestade tropical no início da noite de 9 de setembro. As imagens de satélite mostraram que o padrão de nuvens começou a se deteriorar rapidamente. O furacão foi rebaixado para uma tempestade tropical às 18h00 UTC de 9 de setembro e continuou a se enfraquecer com o aumento do cisalhamento do vento em associação com a aproximação de um cavado e de uma frente fria. Nas últimas horas de 9 de setembro, toda a já limitada atividade convectiva ficou confinada no semicírculo leste, deixando exposta a região central do sistema de baixa pressão. A tempestade foi reduzida a uma espiral de nuvens de baixo nível poucas horas mais tarde. Nate tornou-se extratropical no dia seguinte, antes de ser absorvido por um sistema maior às 00h00 UTC de 13 de setembro, a norte-nordeste dos Açores.

## Preparativos, impacto e nomenclatura

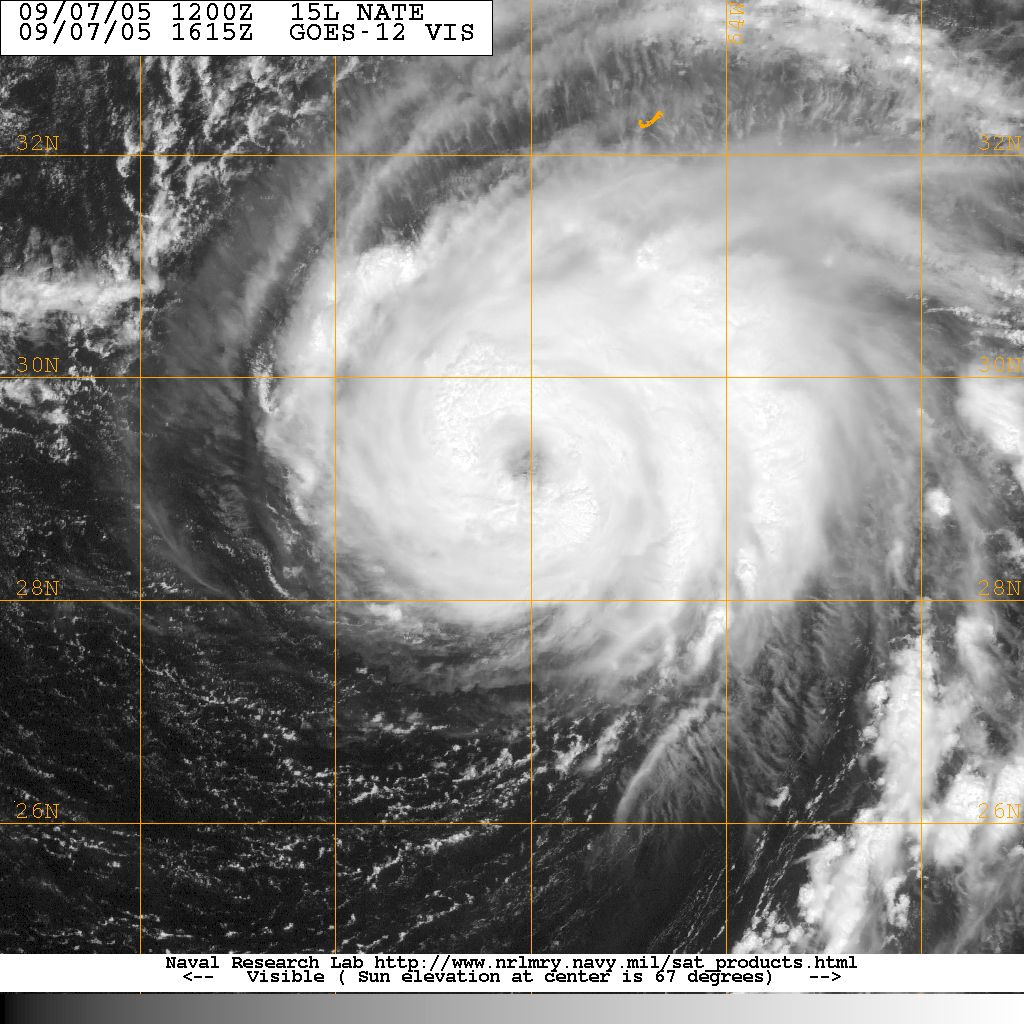
Nate em 7 de setembro, o dia em que ganhou status de furacão.

Um alerta de tempestade tropical foi emitido para as Bermudas nas primeiras horas de 7 de setembro, e mais tarde, naquele mesmo dia, um outro alerta de tempestade e também uma notificação de furacão foram divulgados. No entanto, a tempestade não se aproximou da ilha e os avisos foram cancelados no dia seguinte. Quatro navios de cruzeiro deixaram a ilha antes do horário previsto e voos foram cancelados em antecipação à passagem de Nate. Às 04h00 UTC de 8 de setembro, o Centro Nacional de Furacões estimou em 34% a chance de Nate passar a 121 km da ilha.
As faixas de nuvens mais periféricas de Nate chegaram às ilhas Bermudas com ventos constantes de 55 km/h e trazendo muitas nuvens. As rajadas de vento mais intensas atingiram cerca de 80 km/h. Menos de 25 mm de chuva foi registrado no Aeroporto Internacional de Bermudas. Não houve mortes como resultado da tempestade naquelas ilhas e nenhum dano foi relatado, de modo que ao se referir à passagem do furacão pelo território, o Serviço Meteorológico das Bermudas afirmou: "nós fomos sortudos". Dois navios registraram ventos com força de tempestade tropical em associação com o fenômeno: o Maersk New Orleans, ao norte do centro da tempestade, e um navio de registro WCZ858 a leste-sudeste. Correntes de retorno provocadas por Nate e pelo furacão Maria, que estava mais distante, mataram uma pessoa e feriram outra em Nova Jérsei; vários outras pessoas foram atingidas por correntes de retorno, mas conseguiram escapar sem ferimentos. Nas Carolinas, os efeitos de Nate e do furacão Ophelia provocaram agitação nas águas do mar. Uma boia na região costeira do Cabo Fear, na Carolina do Norte, registrou ondas de até 3,7 metros.
A energia tropical dos remanescentes de Nate e Maria se fundiram para formar um sistema de tempestade amplo que seguiu para regiões da Europa. O ciclone de latitude média provocou um dia de fortes chuvas nas Terras Altas da Escócia, inclusive com uma precipitação total de 131 mm, em apenas 24 horas, na ilha de Skye. A tempestade prosseguiu para o norte e levou chuvas torrenciais para a Noruega Ocidental. A região sofreu grandes inundações e deslizamentos de terra, incluindo um que matou uma pessoa e feriu outras nove. Embora os remanescentes de Nate e Maria não tenham passado sobre a Inglaterra, eles quebraram uma sequência de temperaturas acima da média na região, "empurrando" para o sul uma massa de ar frio do Ártico. O que levou, em alguns lugares, à primeira geada de inverno. Temperaturas abaixo de -1,7 °C foram registradas após a chegada de ar mais frio, com leituras abaixo de zero de regiões mais ao sul até Hertfordshire.
Quatro navios da Marinha Canadense que se dirigiam para a Costa do Golfo dos Estados Unidos, transportando suprimentos de ajuda para auxiliar no rescaldo do furacão Katrina, tiveram que diminuir suas velocidades para evitar os furacões Nate e Ophelia. O comboio, que incluía um contratorpedeiro, duas fragatas e um quebra-gelo, desenvolveu um plano para viajar entre os dois furacões a fim de minimizar os danos a sua carga. Mesmo com o curso da viagem desviado, as tripulações dos navios guardaram suprimentos, tais como geradores, motosserras, fraldas e berços, no interior das embarcações, antecipando-se ao risco de mar agitado com ondas e rajadas de vento. A gênese da tempestade tropical Nate seguiu o elevado padrão de atividade tropical da temporada de furacões de 2005; quando se desenvolveu em 5 de setembro, tornou-se o mais precoce décimo quarto ciclone tropical de todos os tempos, superando o recorde anterior, que era de uma tempestade sem nome ocorrida na temporada de 1936.